# Tania Rosser
Pour les articles homonymes, voir Rosser (homonymie).
Pas d'image ? Cliquez ici

a Compétitions nationales et continentales officielles uniquement.

b Matchs officiels uniquement.
Tania Rosser, née le 15 avril 1978 en Nouvelle-Zélande, est une joueuse internationale irlandaise d'origine néo-zélandaise de rugby à XV occupant le poste de demi de mêlée.

## Biographie
Elle est enseignante et originaire de Nouvelle-Zélande (Hastings (Hawke's Bay)) où elle a suivi les cours de la Karamu High School et de l'université Wanganui. Elle est la mère d'un garçon, Serge.
Elle rejoint l'Irlande pour suivre son futur mari. Elle joue en club au rugby à XV et à sept au Blackrock College club de Dublin. Elle débute en équipe d'Irlande à XV en 2003.
Elle dispute la Coupe du monde en 2006 et
2010.
Elle est retenue pour disputer la Coupe du monde 2014 après avoir arrêté sa carrière quatre ans (à la suite d'une blessure (une luxation de l'épaule) et d'une perte de motivation). Elle joue le premier match contre les États-Unis et le second contre la Nouvelle-Zélande, l'Irlande remporte les deux rencontres (23-17, 17-14).

## Palmarès
- 58 sélections en équipe d'Irlande.
- Participation à la Coupe du monde en 2006, 2010 et 2014.
- Participations aux Tournois des Six Nations en 2007, 2008, 2009, 2010, 2015.